# Penemia crassospina
Penemia crassospina är en mossdjursart som beskrevs av Jean-Loup d'Hondt och Gordon 1996. Penemia crassospina ingår i släktet Penemia och familjen Candidae. Inga underarter finns listade i Catalogue of Life.